# Спряжений простір
Спря́жений простір — простір лінійних функціоналів на даному лінійному просторі.

## Лінійно-спяжений простір - означення
Простір всіх лінійних функціоналів на {\displaystyle E} утворює лінійний простір.
Це простір називається спряженим до {\displaystyle E}, він зазвичай позначається {\displaystyle E^{*}}.

## Властивості
- У скінченновимірному випадку спряжений простір {\displaystyle E^{*}} має ту ж розмірність, що і простір {\displaystyle E}.
- Якщо простір {\displaystyle E} евклідів, тобто на ньому визначено скалярний добуток, то існує канонічний ізоморфізм між {\displaystyle E} і {\displaystyle E^{*}}.
- Якщо простір {\displaystyle E} гільбертів, то згідно з теоремою Ріса існує ізоморфізм між {\displaystyle E} і {\displaystyle E^{*}}.
- У скінченновимірному випадку правильно також, що простір, спряжений до спряженого {\displaystyle E^{**}}, збігається з {\displaystyle E} (точніше, існує канонічний ізоморфізм між {\displaystyle E} і {\displaystyle E^{**}}).

## Позначення
У скінченновимірному випадку звичайно елементи простору {\displaystyle E} позначають вектором-стовпцем, а елементи {\displaystyle E^{*}} — вектором-рядком. У тензорному численні застосовується позначення {\displaystyle x^{k}} для елементів {\displaystyle E} (верхній, або контраваріантний індекс) і {\displaystyle x_{k}} для елементів {\displaystyle E^{*}} (нижній, або коваріантний індекс).

## Варіації і узагальнення
- У функціональному аналізі, під спряженим простором зазвичай розуміють простір неперервних лінійних функціоналів.
- Термін спряжений простір може мати інше значення для лінійних просторів над полем комплексних чисел: простір {\displaystyle {\bar {E}}}, що збігається з {\displaystyle E} як дійсний лінійний простір, але з іншою структурою множення на комплексні числа:
{\displaystyle {\bar {c}}{\bar {x}}={\overline {cx}}}
  - При наявності в просторі ермітової метрики (наприклад, в гільбертовому просторі) лінійно- і комплексно-спряжені простори збігаються.